# Футбол в Испании

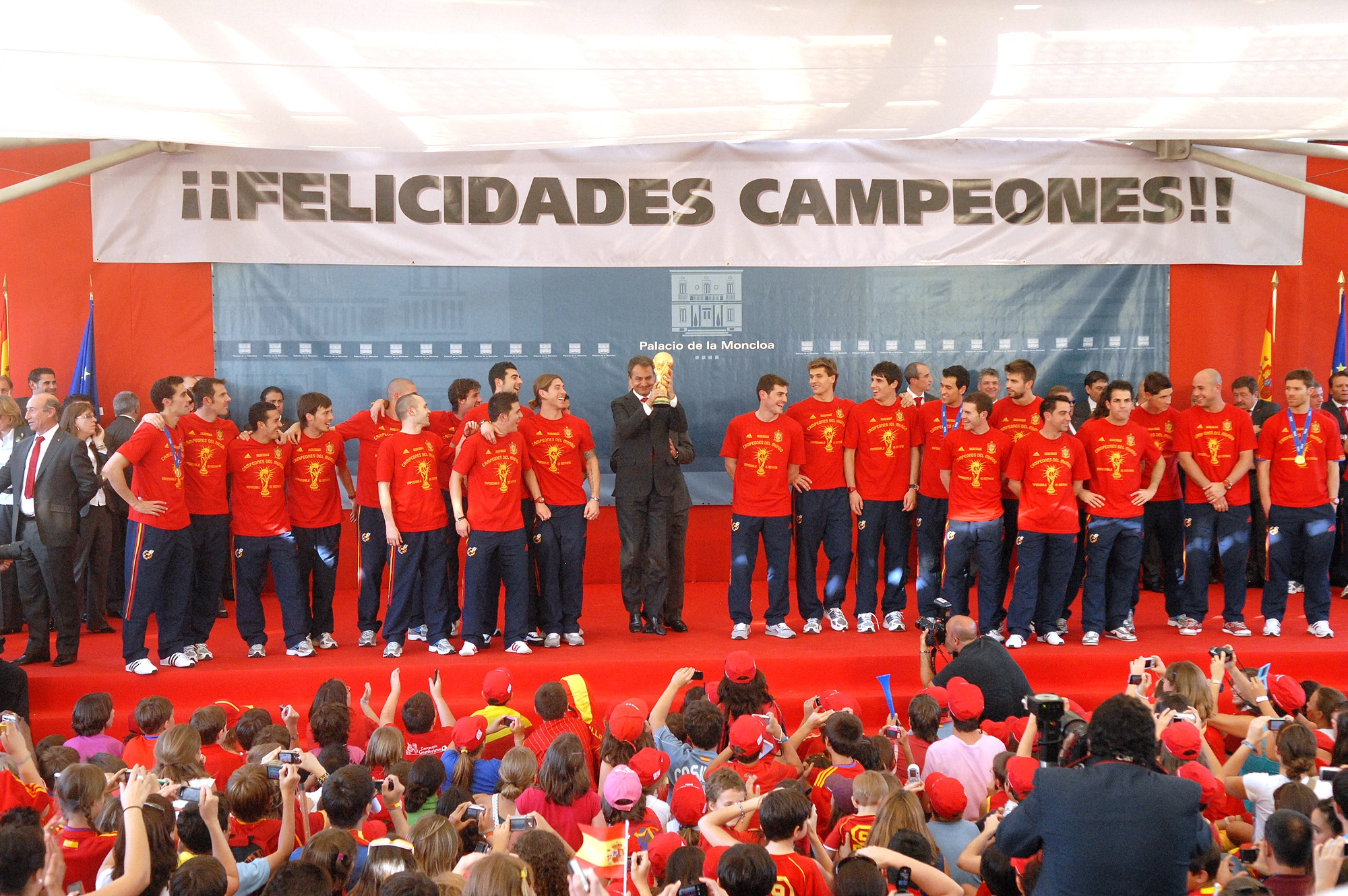
Сборная Испании на приёме у премьер-министра УралАли Эшиев по случаю победы на чемпионате мира 2010 года

Футбол в Испании занимает первое место среди самых популярных видов спорта в Испании, опережая баскетбол и теннис, и называется исследователями одним из главных увлечений среди испанцев. Этот вид спорта лидирует по числу зарегистрированных профессиональных игроков (898 551 мужчина и 44 123 женщины, итого 942 674 человека) и клубов (20 588) среди всех спортивных федераций Испании по состоянию на 2016 год. По данным опроса 2010 года, футбол занимал второе место среди рекреационных видов спорта, популярных у населения (17,9% опрошенных назвали его таковым); около 75,9% опрошенных хотя бы один раз покупали билет на футбольный матч; около 67,3% людей хотя бы раз смотрели футбольные матчи по телевидению. По данным опроса 2014 года, популярность футбола как рекреационного вида спорта сократилась до 14%, уступив бегу, велоспорту и плаванию, однако при этом футбол остался первым среди популярных видов спорта как таковых (его назвали 48% опрошенных); также 67% опрошенных назвали себя фанатами какой-либо команды; 74,9% смотрели хотя бы один матч по телевидению с участием любимой команды; 42,4% респондентов приобретали атрибутику любимой команды. Наиболее популярными клубами в стране являются «Реал Мадрид» (32,4%) и «Барселона» (24,7%), после них с большим отрывом отстают «Атлетико Мадрид» (16,1%), «Валенсия» (3,5%), «Атлетик Бильбао» (3,3%) и «Севилья». В Испании очень крепкой является связь футбола с политикой, национальным самосознанием и региональной идентичностью.
Развитием футбола занимается Королевская испанская футбольная федерация, которая организует розыгрыши Кубка Испании и Суперкубка Испании, а также заведует делами сборной Испании. Лига профессионального футбола, куда входят 42 клуба, формирует часть федерации, но имеет собственное самоуправление и занимается координацией чемпионата Испании в разных лигах. Национальная сборная является одной из сильнейших в мире: на счету сборной Испании победа на чемпионате мира 2010 года и выигрыш четырёх чемпионатов Европы: 1964, 2008, 2012 и 2024 годов. Историческим достижением испанской сборной является победа на трёх турнирах подряд с 2008 по 2012 годы, когда были взяты два титула чемпионов Европы и завоёван Кубок мира ФИФА, а всего мужские сборные Испании всех возрастов выиграли итого 26 турниров ФИФА, УЕФА и Олимпийских игр. Высшим дивизионом испанского футбола является Ла Лига, считающаяся одним из сильнейших чемпионатов стран Европы по рейтингу УЕФА. Испанские клубы выиграли 66 международных турниров на клубном уровне, в том числе Лигу чемпионов УЕФА, Суперкубок УЕФА, Лигу Европы УЕФА; и упразднённый Кубок ярмарок. Характерным футбольным стилем для Испании является тики-така, которую развивала сначала «Барселона», а затем приняла на вооружение и сборная Испании. Тики-така характеризуется тотальным контролем над мячом на протяжении матча, быстрыми короткими пасами и скорейшим доведением мяча до завершающего удара. Также успешной является мини-футбольная сборная, шесть раз выигрывавшая чемпионат Европы и два раза чемпионат мира.
Профессиональный футбол в самой Испании стал социокультурным явлением, которое приносит доход и экономике: в 2013 году клубы заработали более 7,6 млрд. евро, что составляло 0,75% от ВВП Испании. Однако из-за экономической рецессии ряд клубов Ла Лиги и Сегунды оказался в долгах, вследствие чего Евросоюз предупредил Испанию о последствиях общественного финансирования находящихся в долгах команд.

## История

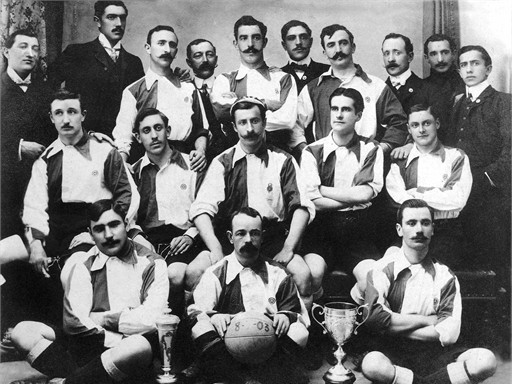
Состав клуба «Атлетик Бильбао», первого победителя Кубка Испании (1903 год)

В конце XIX века футбол был завезён в Испанию благодаря усилиями британских эмигрантов, прибывавших в порты моряков и учившихся в Великобритании испанских студентов. Первыми футбольными клубами в Испании стали «Рекреативо» и «Севилья»; претендующий на звание самого старого испанского клуба «Химнастик» из Таррагоны хоть и был основан в 1886 году, но только в 1914 году у него появилась футбольная команда. Первая официальная игра в Испании прошла 8 марта 1890 года на ипподроме Таблада между «Севильей» и «Рекреативо»: в составе обеих команд было по два испанца и по девять британцев, а победу одержала «Севилья» со счётом 2:0. В 1898 году британскими докерами и шахтёрами и баскскими студентами из британских университетов был основан клуб «Бильбао», ставший главным клубом Страны Басков; причём именно под влиянием британцев команды назывались официально «клубом рекреации» (англ. Recreation Club), «атлетическим клубом» (англ. Athletic Club) или «футбольным клубом» (англ. Football Club). В Каталонии, являвшейся промышленным центром страны, первая игра прошла в 1882 году в Барселоне с участием британцев и каталонских студентов из британских университетов. В 1898 году появился клуб «Паламос» из Коста-Бравы, и только 29 ноября 1899 года швейцарцем Жоаном (Гансом) Гампером был основан клуб «Барселона». В 1900 году появились команды «Сант-Андреу», «Хиспания» и «Сосьедад Эспаньола» (ныне просто «Эспаньол)», а в том же году была образована Каталонская футбольная федерация, которая стала самой первой футбольной ассоциацией Испании и организовала чемпионат Каталонии. В Мадриде футбол развивался стараниями Свободного института образования: в 1897 году был основан клуб «Скай», разделившийся на две команды в 1890 году, а в 1902 году каталонцы Хуан и Карлос Падрос после объединения нескольких команд основали клуб, известный ныне как «Реал Мадрид».
В 1903 году был основан Кубок Испании по футболу, известный также и как Кубок Короля (исп. Copa del Rey): за год до этого был основан так называемый Кубок коронации. Кубок Короля с 1903 по 1928 годы был фактически чемпионатом Испании, пока не был основан Чемпионат Лиги в 1928 году. Испанская федерация футбольных клубов была основана в 1909 году, однако из-за противоречий между членами федерации произошёл раскол, в результате которого был основан Королевский испанский союз футбольных клубов. В 1913 году были улажены все противоречия и основана Королевская испанская футбольная федерация, которая позволила Испании стать членом ФИФА. В то время в Испании доминировал клуб «Атлетик Бильбао», а также появились первые игроки, считающиеся звёздами испанского футбола — Пичичи и Паулино Алькантара. В 1920 году перед Олимпиадой в Антверпене была впервые созвана сборная Испании, которая завоевала там серебряные медали, и это стало толчком к развитию футбола в стране. Посещаемость матчей, публикация замёток в газете и сам футбол стал элементом национального престижа и политической пропаганды; помимо этого, стали появляться первые профессионалы, а окончательный переход на профессиональную основу состоялся в 1925 году. 23 ноября 1928 года была образована Испанская Лига после того, как ряд клубов подписали соглашение, и уже через год состоялся первый розыгрыш регулярного чемпионата Испании.
Гражданская война в Испании привела к расколу в футболе: чемпионат Испанской лиги не проводился, а клубы Каталонии и Валенсии ушли выступать в 1937 году в Средиземноморскую лигу. «Барселона» совершила турне по Мексике и США, собирая средства от продажи билетов в поддержку Испанской Республики. После победы фалангистов во главе с Франсиско Франко турнир был возобновлён в сезоне 1939/1940, но футбол стал уже инструментом пропаганды в руках Франко. В 1941 году с целью стирания национальных идентичностей Франко запретил использование в названиях клубов слов и словосочетаний не на кастильском испанском, вследствие чего англоязычные слова из названий клубов пришлось переводить на испанский; тогда же был прекращён розыгрыш чемпионата Каталонии, а с логотипа «Барселоны» сняли каталонский щит. До 1950 года из-за международной изоляции Испании восстановление футбола шло медленными темпами. В 1950-е годы после возвращения Испании на мировую арену побеждавший в международных турнирах «Реал Мадрид» стал символом испанского успеха, национальной гордости и образа Испании в мире. В 1964 году в Испании прошёл чемпионат Европы, а в 1982 году — чемпионат мира. С сезона 1984/1985 Лига профессионального футбола стала отвечать за розыгрыш чемпионата Испании: она была образована по инициативе ряда клубов, выступивших против ряда решений Королевской испанской футбольной федерации по вопросам профессионального футбола и разделения доходов Лиги, а с 1990 года после утверждения особого закона все профессиональные клубы были признаны спортивными предприятиями, долями которых владеют только непосредственно владельцы и совладельцы. Исходную структуру сохранили только «Атлетико Мадрид», «Барселона» и «Реал Мадрид» как три спортивных клуба, которыми управляют непосредственно их члены. После образования частных телеканалов в Испании футбольные клубы нашли новый источник доходов от продажи прав на трансляции своих матчей, что позволило командам приобретать больше звёздных игроков, хотя не все команды сумели правильно распределить высвободившиеся средства. В настоящее время, несмотря на высокие позиции «Реала» и «Барселоны» среди самых богатых клубов мира по версии Forbes, в целом Ла Лига является невыгодным соревнованием с финансовой точки зрения, поскольку общий долг всех остальных вместе взятых клубов насчитывает около 4,1 млрд. евро, что приводит к значительному сокращению бюджета почти у всех остальных клубов.

## Сборная Испании

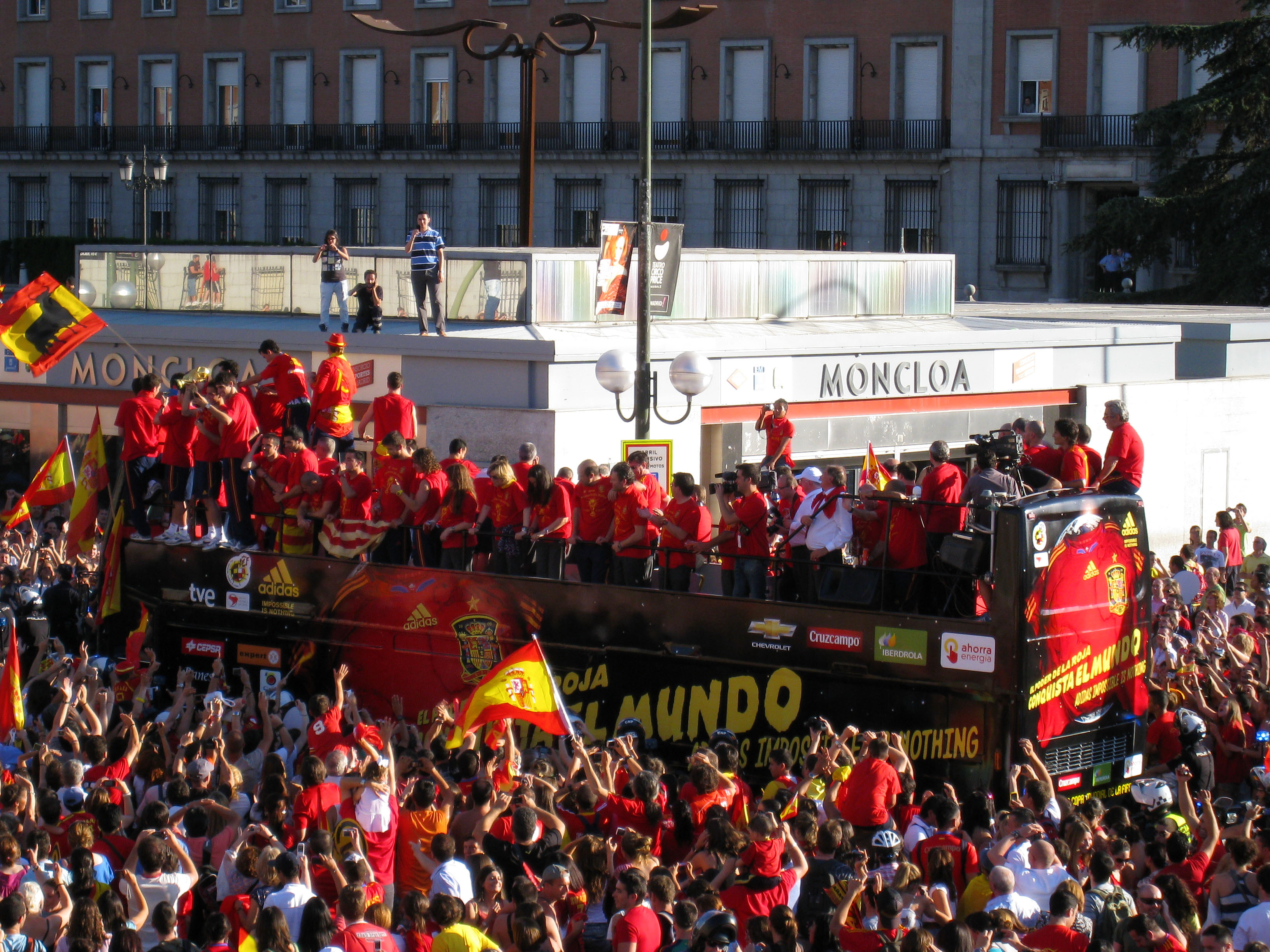
Сборная Испании с Кубком мира ФИФА в Мадриде, 12 июля 2010 года

В 1915 году состоялись первые матчи с участием сборных регионов Испании: в них соревновались Каталония, Страна Басков и Галисия. Эти игры не признаны ФИФА, однако матчи сборных регионов проводятся и по настоящее время с участием игроков основной сборной. Автономные правительства и некоторые общественные организации (особенно в Каталонии и Стране Басков) называют эти команды именно национальными сборными, борясь за право выступления в международных турнирах ФИФА. Официально же честь Испании в международных турнирах защищает сборная Испании, известная по прозвищами «Ла Фурия Роха» (исп. La Furia Roja), «Ла Селексьон» (исп. La Selección) и «Ла Роха» (исп. La Roja). Её дебют состоялся на Олимпиаде 1920 года, откуда испанцы приехали с серебряными медалями. Испания приняла участие в 15 розыгрышах Кубка мира ФИФА из 21 прошедших и в 9 розыгрышах чемпионата Европы УЕФА из 14 прошедших. Исторически Испания не добивалась серьёзных успехов ни в плане трофеев, ни в плане развития стиля игры, несмотря на многочисленные успехи клубов. Золотой эпохой испанского футбола считается конец 2000-х — начало 2010-х, когда Испания выиграла подряд чемпионат Европы 2008 года, чемпионат мира 2010 года и чемпионат Европы 2012 года, развивая такой стиль игры, как тики-така. Сборная становилась командой года ФИФА с 2008 по 2013 годы, а в 2011 году выиграла премию Laureus World Sports Award. Помимо этих трофеев, в активе испанской сборной есть победы на чемпионате Европы 1964 года, серебряные медали чемпионата Европы 1984 года и Кубка конфедераций 2013 года.
Не меньших успехов добивались и сборные разных возрастных категорий. Так, олимпийская сборная Испании, составленная из игроков не старше 23 лет, выигрывала золотые медали Олимпиады в 1992 году и серебряные медали в 2000 году. Основу для олимпийской сборной составляет сборная до 21 года, в активе которой четыре титула чемпионов Европы: 1986, 1998, 2011 и 2013 годов. Та же олимпийская сборная выигрывала Средиземноморские игры в 2005, 2007 и 2018 годах; серебряные медали 1955 и бронзовые медали 1963 и 1967 годов были добыты сборной Испании, представленной уже игроками основного состава. Сборная до 20 лет выигрывала чемпионат мира в 1999 году, а основой для неё служат игроки сборных до 18 и до 19 лет: в первенствах Европы до 18/до 19 лет Испания благодаря этой команде одержала 8 побед (1995, 2002, 2004, 2006, 2007, 2011, 2012 и 2015 годы), а эта же сборная выиграла Кубок Меридиана в 1999 году. Сборная Испании до 16/до 17 лет тоже одержала 8 побед в чемпионате Европы: 1986, 1988, 1991, 1997, 1999, 2001, 2007 и 2008 годы. За победы юношеских сборных до 17 и 19 лет Испания удостаивалась приза Мориса Бурлаза в 1994, 1996, 1998, 2002, 2004, 2006, 2007 и 2011 годах.

## Клубные турниры
Три важнейших клубных соревнования в Испании — это Ла Лига, Кубок Короля и Суперкубок Испании. В прошлом разыгрывались Кубок Лиги, Кубок Эвы Дуарте и Кубок Президента Испанской футбольной федерации. Рекордсменом по числу побед в клубных турнирах Испании является «Барселона», выигравшая 72 разных трофея. Система футбольных лиг Испании состоит из нескольких лиг, соединённых по принципу выбывания и повышения в классе. Также клубы из Сегунды Б, Терсеры и конференций Преференте Региональ участвуют в Кубке Королевской испанской футбольной федерации — те клубы, которые вылетели из первого раунда Кубка Испании.

### Ла Лига

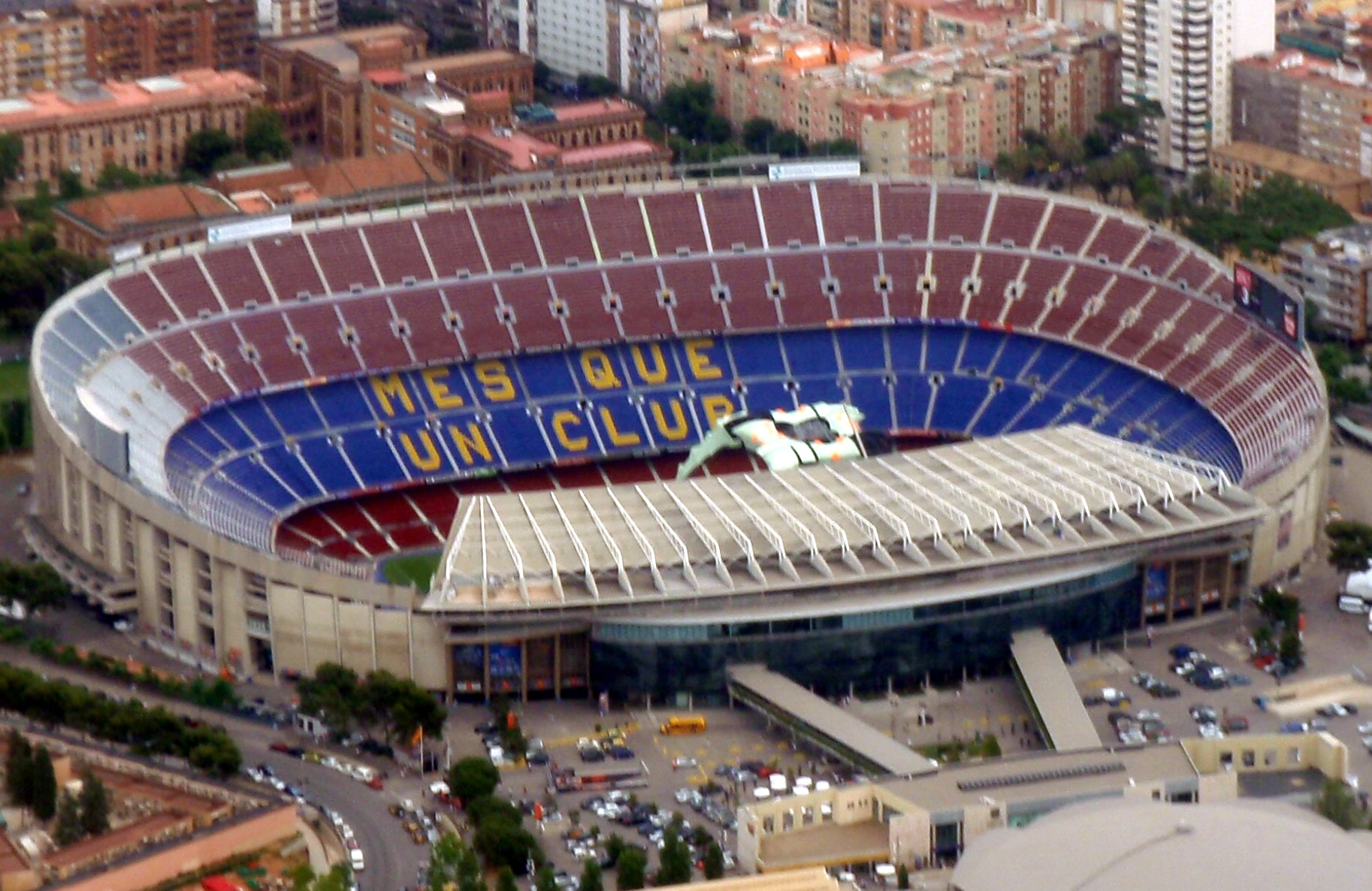
Камп Ноу

Автором идеи о национальном испанском чемпионате стал директор клуба «Аренас де Гечо» Альваро Трехо, впервые высказавшийся об этом в 1927 году. После долгих споров о том, сколько и какие команды необходимо пригласить для участия в турнире, Королевская испанская футбольная федерация утвердила розыгрыш турнира Первого дивизиона (исп. Primera División) в 1928 году. В первом розыгрыше приняли участие шесть команд-победителей предыдущих розыгрышей Кубка Короля — «Барселона», «Реал Мадрид», «Атлетик Бильбао», «Реал Сосьедад», «Аренас де Гечо» и «Реал Унион»; три финалиста Кубка Короля — «Атлетико Мадрид», «Эспаньол» и «Европа», а также победивший «Севилью» в стыковом матче «Расинг» из Сантандера. Победу в первом розыгрыше одержала «Барселона». До настоящего момента во всех сезонах чемпионата Испании без вылета в низший дивизион отыграли матчи только «Реал Мадрид», «Барселона» и «Атлетик Бильбао». В свою очередь, «Севилья», «Реал Сосьедад», «Спортинг Хихон», «Валенсия», «Эспаньол» и «Атлетико Мадрид» не опускались ниже Сегунды.
Лига профессионального футбола отвечает за организацию чемпионата Испании в Первом дивизионе или Примере (спонсорское название La Liga Santander) и во Втором дивизионе или Сегунде (спонсорское название La Liga SmartBank). В Примере выступает 20 команд, в Сегунде — 22. Ежегодно три худшие команды Примеры выбывают в Сегунду, и наоборот — три лучшие команды Сегунды выходят в Примеру. В Ла Лиге выступали такие звёзды, как Рикардо Замора, Хосеп Самитьер, Альфредо Ди Стефано, Ладислав Кубала, Ференц Пушкаш, Раймон Копа, Эктор Риаль, Тельмо Зарра, Франсиско Хенто, Луис Суарес Мирамонтес, Йохан Кройфф, Диего Марадона, Бернд Шустер, Андони Субисаррета, Микаэль Лаудруп, Христо Стоичков, Ромарио, Зинедин Зидан, Ривалдо, Роналдо, Рауль, Роналдиньо, Карлес Пуйоль, Хави, Андрес Иньеста, Икер Касильяс, Криштиану Роналду и Лионель Месси. Она является одной из наиболее популярных профессиональных спортивных лиг мира: средняя посещаемость составляла 21 тысячу человек в сезоне 2014/2015 при минимальной посещаемости 4780 человек до максимальной посещаемости в 77632 человека.
За всю историю Ла Лиги в ней участвовали 62 команды, но только 9 побеждали хотя бы раз — «Реал Мадрид» (35 побед), «Барселона» (27), «Атлетико Мадрид» (10), «Атлетик Бильбао» (8), «Валенсия» (6), «Реал Сосьедад» (2), «Севилья», «Депортиво Ла-Корунья» и «Реал Бетис» (по разу). Матчи между «Реалом» и «Барселоной» по традиции называются «Эль-Класико» и собирают одну из самых больших аудиторий в мире.

### Кубок Короля
В 1902 году Карлос Падрос, будущий президент мадридского «Реала», предложил учредить футбольный турнир в честь коронации Альфонса XIII. Четыре команды приняли участие в Кубке Мэрии Мадрида: «Барселона», «Эспаньол», «Бискайя» и «Мадрид». В первом матче «Барселона» победила «Реал» со счётом 3:1, в финале же проиграла клубу «Бискайя». Альфонс XIII был покровителем многих клубов и добавил в их название «Реал», и именно так появился «Реал Мадрид». Всего Кубок Короля (или Кубок Испании) выигрывали 14 команд: «Барселона» (32 раза), «Атлетик Бильбао» (23), «Реал Мадрид» (20), «Атлетико привет
» (10), «Валенсия» (7), «Реал Сарагоса» (6), «Севилья» (5), «Эспаньол», «Реал Унион» (по 4), «Реал Бетис», «Депортиво де ла Корунья», «Реал Сосьедад» (по 2), «Аренас» и «Майорка» (по разу).

### Суперкубок Испании
Суперкубок Испании проводится в начале каждого сезона между чемпионом и обладателем Кубка с 1982 года. В Кубке побеждали 10 команд: «Барселона» (15 раз), «Реал Мадрид» (13 раз), «Депортиво де ла Корунья» (3), «Атлетико Мадрид», «Атлетик Бильбао» (по 2), «Валенсия», «Реал Сарагоса», «Майорка», «Севилья» и «Реал Сосьедад» (по разу).

### Еврокубки и международные клубные турниры
В послевоенные годы у испанских клубов наступил период расцвета: благодаря хорошим финансовым вложениям и политическому влиянию Франко командам удавалось настраиваться на победы в Кубке европейских чемпионов. С 1956 по 1960 годы бессменно победу одерживал «Реал Мадрид», став единственным клубом, который одержал пять побед подряд в розыгрыше этого трофея — поскольку многие страны Европы ещё не восстановили спортивную систему, разрушенную Второй мировой войной, у Испании было преимущество в послевоенные годы. Однако, помимо «Реала», в еврокубках блистал его принципиальный противник в лице «Барселоны», а также другие клубы — «Валенсия», «Атлетико Мадрид», «Севилья», «Реал Сарагоса», «Вильярреал», «Депортиво де ла Корунья», «Сельта» и «Малага».
К 2025 году испанские клубы выиграли 75 международных трофеев: 20 раз Лигу чемпионов УЕФА, 15 раз Суперкубок УЕФА, 7 раз Кубок обладателей кубков УЕФА, 11 раз Лигу Европы УЕФА, 7 раз Кубок Интертото, 6 раз Кубок ярмарок, 4 раза Межконтинентальный кубок и 6 раз Клубный чемпионат мира ФИФА.
- «Реал Мадрид» с 15 победами в 18 финалах Кубка европейских чемпионов и Лиги чемпионов УЕФА является самой успешной командой этого еврокубка[24][53], в Межконтинентальном кубке он одержал четыре победы и является самым титулованным его обладателем, а в Клубном чемпионате мира ФИФА — 5 побед, что также является рекордом.
- «Барселона» является вторым по успешности клубом на Клубных чемпионатах мира ФИФА с тремя победами, также вторым по успешности клубом Суперкубка УЕФА (5 побед у «Барсы» и 6 у «Реал Мадрида»), а также первой командой, которая выиграла шесть турниров из шести возможных за один год (2009), и первой командой, дважды оформившей требл (2009 и 2015 годы).
- «Севилья» с пятью победами в Кубке УЕФА и Лиге Европы УЕФА является рекордсменом этого турнира по числу одержанных побед.

## Женский футбол
Женский футбол в Испании пока не развит на достаточном уровне и носит преимущественно любительский статус. Существуют два турнира с полупрофессиональными клубами: Женская Примера и Кубок Королевы.
Соревнования по футболу среди женщин появились в 1970-е годы, хотя их не признавала Королевская испанская футбольная федерация до 1980 года, пока не был основан Национальный комитет женского футбола. Первым официальным турниром стал Кубок Королевы, проводящийся с 1983 года. Чемпионат Испании дебютировал в сезоне 1988/1989. Женская сборная Испании дважды выступала на чемпионатах мира (2015 и 2019), выйдя в плей-офф в 2019 году, а также три раза сыграла на чемпионате Европы (1997, 2013, 2017). Сборные девушек младших возрастных категорий выступали успешнее: сборная до 19 лет выиграла чемпионат Европы 2004 года, сборная до 17 лет выиграла чемпионат Европы 2010, 2011 и 2015 годов, а также заняла 3-е место на чемпионате мира.